# Arachnis bituminosa
Arachnis bituminosa là một loài bướm đêm thuộc phân họ Arctiinae, họ Erebidae.